# المدرسة الإسماعيلية (بغداد)
المدرسة الإسماعيلية مدرسة تاريخية في بغداد يعود تأسيسها إلى عهد المغول. بناها إسماعيل وزير بغداد لغياث الدين محمد بن العاقولي، المتوفى عام 1394. إلا أنها لم تعد موجودة اليوم.